# Kenny Weckx
Kenny Weckx is een Belgisch voormalig waterskiër.

## Levensloop
Weckx werd in 2004 Europees kampioen in de discipline 'racing' van het waterskiën. Daarnaast behaalde hij in 2010 zilver op het EK.

## Palmares
Formule 1
- 2004:  Belgisch kampioenschap
- 2004:  Europees kampioenschap
- 2006:  Belgisch kampioenschap
- 2007:  Belgisch kampioenschap
- 2009:  Belgisch kampioenschap
- 2010:  Europees kampioenschap